# Regine (Gottfried Keller)
Regine ist eine Erzählung von Gottfried Keller. Sie erschien im Rahmen des Novellenzyklus Das Sinngedicht 1881.

## Inhalt
Die Rahmenerzählung beginnt damit, dass  der Naturwissenschaftler Reinhart in seinem Labor aufgrund von Ermüdungserscheinungen beschließt, ins weite Land zu reiten und dabei ein Epigramm Friedrich von Logaus – Das Sinngedicht – in der Wirklichkeit zur erproben:  

„Wie willst du weiße Lilien zu roten Rosen machen? 
 Küß eine weiße Galatee: sie wird errötend lachen.“

Der Pygmalion-Galatea Komplex ist somit als Grundthema angelegt, wird dann aber im achten Kapitel (von insgesamt 13) mit Regine aufgelöst. Lucie verwickelt ihren Gesprächspartner Reinhart in einen Erzählwettstreit über Probleme der Partnerwahl und das Rollenverständnis der Geschlechter. Im Rahmen des Erzählwettstreits gibt Reinhart unter anderem die Geschichte von Regine wieder:
Der Gesandtschaftsattaché Erwin Altenauer, ein begüterter und kunstbeflissener Amerikaner deutscher Herkunft, verliebt sich in das  Dienstmädchen Regine. Erwin fördert erfolgreich die nachholende Bildung von Regine, als er plötzlich nach Amerika zurückberufen wird. Er will jedoch Regine erst dann mitnehmen und seinen anspruchsvollen Eltern vorstellen, wenn sie sich in jeglicher Hinsicht standesgemäß zu verhalten weiß. Sie wird einem Bildungsprogramm zur Überwindung der Standesgrenzen unterworfen, er überlässt Regine für ihre weitere Bildung der Gesellschaft dreier Frauen, die in der Kunst- und Kulturszene beflissen sind, von denen Keller aber ein eher negatives Bild zeichnet. Nach Erwins Rückkehr scheitert das Experiment in Misstrauen und Entfremdung, die jedoch vorderhand nicht mit dem Bildungsexperiment selbst zu tun haben, sondern vor allem – wie Keller betont – durch das Schicksal bestimmt sind: Regines Scham wegen einer Mordtat ihres Bruders und Erwins Verdacht, Regine sei ihm untreu, sowie die Unfähigkeit, über beides zu sprechen, führen zur Tragödie. In ihrer Ratlosigkeit gibt sich die schöne Aufsteigerin den Tod.

## Hintergründe
Kellers Regine in der gleichnamigen Novelle gilt in der literaturwissenschaftlichen Forschung als dichterisches Denkmal für Elise Egloff. 
Keller hatte Jacob Henle und dessen Frau Elise Henle (geborene Egloff) 1846 in Zürich kennengelernt und beim Ehepaar Henle einen eher skurrilen Eindruck hinterlassen. Keller besuchte zwei Jahre später in Heidelberg Henles anthropologisches Kolleg, das er in Der grüne Heinrich beschrieb:  

„Auf mich wirkte schon die erste Stunde so, daß ich den Zweck, der mich hergeführt, und alles vergaß und allein gespannt war auf die zuströmende Erfahrung.“

Keller begann schon 1851 in Berlin mit Konzeptionen zu einem Galatea-Novellenzyklus, der sich  gegen Berthold Auerbachs Erzählung Die Frau Professorin  wandte – die ebenfalls von der historischen Person Elise Egloff inspiriert war – und sich auch generell polemisch auf Auerbach bezog, dem in der späteren Literaturkritik „Naturschwärmerei“, „klischeehaft-triviale Grundkonstellationen“ in der Handlung  und eine charakteristische „Abschirmung gegen die Problemgehalte der Zeit“ (Fritz Martini) vorgeworfen wurde.  Vor allem wandte sich Keller ursprünglich gegen die in Die Frau Professorin propagierte Unversöhnlichkeit von Kultur und Natur bzw.  Stadt und Dorf. 
Keller hielt die Geschichte jedoch 30 Jahre zurück, vielleicht weil er im Jahre 1856 Berthold Auerbach kennenlernte, mit diesem Freundschaft schloss und vom damals noch bekannteren Auerbach literarisch unterstützt wurde. Erst 1880 beginnt er auf Drängen seines Verlegers mit der Ausarbeitung, es entstand der Novellenzyklus Das Sinngedicht:
Keller setzt dem Kunstprofessor Reinhard – der zentralen Figur in Auerbachs Die Frau Professorin – den Naturforscher Reinhart, der Frau Professorin Lorle seine Kunstschöpfungen Lucie und Regine entgegen.

## Interpretation
„Hinter Altenauers Versuch, eine Frau nach den eigenen Vorstellungen von edler Weiblichkeit heranzubilden, wird eine im Sinngedicht vielfarbig schillernde mythische Figur sichtbar: Galatea, die vom antiken Bildhauer Pygmalion geschaffene und auf seine Wunsch hin von der Liebesgöttin belebte Statue – die Frau, die von Mannes Gnaden existiert. Mit Galatea-Regines Tod ist der Mythos zerrissen, und in den Brechungen des Erzählduells zwischen Reinhart und Lucie wird er als unzeitgemäß verabschiedet. Als Muster einer Beziehung zwischen Mann und Frau hat er ausgedient, weil die ihm entsprechenden Rollenanweisungen so für beide Geschlechter nicht mehr nachspielbar sind. An seine Stelle treten im Sinngedicht neue, aufklärerisch-egalitäre Vorstellungen von Erotik und ehelicher Liebe, wie sie in der Literatur dieser Zeit einzigartig sind.“

## Verfilmung
Erich Waschneck verfilmte 1935 die Novelle mit Luise Ullrich unter demselben Titel. Unter der Regie von Harald Braun entstand 1955/1956 eine freie Verfilmung des Werks mit Johanna Matz und Erik Schumann in den Hauptrollen, siehe dazu Regine (1956).